# Natació sincronitzada al Campionat del Món de natació de 2015
Les proves de Natació sincronitzada al Campionat del Món de natació de 2015 es van disputar entre els dies 25 de juliol a l'1 d'agost.

## Horari
En total se celebraren 9 proves, 7 femenines i, per primera vegada, dues mixtes.
Temps local(UTC+3).
| Data          | Hora  | Prova                           |
| ------------- | ----- | ------------------------------- |
| 25 July 2015  | 09:00 | Preliminar del solo tècnic      |
| 25 July 2015  | 11:45 | Preliminar del duet mixt tècnic |
| 25 July 2015  | 14:00 | Preliminar per equips tècnic    |
| 25 July 2015  | 17:30 | Final del solo tècninc          |
| 26 July 2015  | 09:00 | Preliminar del duet tècnic      |
| 26 July 2015  | 14:00 | Preliminar del combinat         |
| 26 July 2015  | 17:30 | Final del duet tècnic           |
| 26 July 2015  | 19:15 | Final del duet mixt tècnic      |
| 27 July 2015  | 09:00 | Preliminar del solo lliure      |
| 27 July 2015  | 17:30 | Final per equips tècnic         |
| 28 July 2015  | 09:00 | Preliminar del duet lliure      |
| 28 July 2015  | 11:45 | Preliminar del duet mixt lliure |
| 28 July 2015  | 17:30 | Preliminar per equips lliure    |
| 29 July 2015  | 17:30 | Final del solo lliure           |
| 30 July 2015  | 17:30 | Final del duet lliure           |
| 30 July 2015  | 19:15 | Final del duet mixt lliure      |
| 31 July 2015  | 17:30 | Final per equips lliure         |
| 1 August 2015 | 17:30 | Final del combo lliure          |

## Medallistes
| Event            | Or | Or      | Plata | Plata   | Bronze | Bronze  |
| Solo tècnic      | Svetlana Romaixina · Rússia | 94.3860 | Ona Carbonell · Espanya | 91.4408 | Sun Wenyan · R.P. de la Xina | 91.3262 |
| Solo lliure      | Natàlia Ishxenko · Rússia | 97.2333 | Huang Xuechen · R.P. de la Xina | 95.7000 | Ona Carbonell · Espanya | 94.9000 |
| Duet tècnic      | Rússia · Natàlia Isxenko · Svetlana Romàixina | 95.4672 | R.P. de la Xina · Huang Xuechen · Sun Wenyan | 93.3279 | Japó · Yukiko Inui · Risako Mitsui | 92.0079 |
| Duet lliure      | Rússia · Natàlia Isxenko · Svetlana Romaxina | 98.2000 | R.P. de la Xina · Huang Xuechen · Sun Wenyan | 95.9000 | Ucraïna · Lolita Ananasova · Anna Voloxina | 93.6000 |
| Duet mixt tècnic | Estats Units · Christina Jones · Bill May | 88.5108 | Rússia · Aleksandr Maltsev · Darina Valitova | 88.2986 | Itàlia · Manila Flamini · Giorgio Minisini | 86.3640 |
| Duet mixt lliure | Rússia · Aleksandr Maltsev · Darina Valitova | 91.7333 | Estats Units · Kristina Lum · Bill May | 91.4667 | Itàlia · Giorgio Minisini · Mariangela Perrupato | 89.3333 |
| Equip tècnic     | Rússia · Vlada Chigireva · Mikhaela Kalancha · Svetlana Kolesnichenko · Liliia Nizamova · Alexandra Patskevich · Elena Prokofyeva · Alla Shishkina · Maria Shurochkina · Anzhelika Timanina · Gelena Topilina                                        | 95.7457 | R.P. de la Xina · Gu Xiao · Guo Li · Huang Xuechen · Li Xiaolu · Liang Xinping · Sun Wenyan · Tang Mengni · Xiao Yanning · Yin Chengxin · Zeng Zhen                      | 94.4605 | Japó · Aika Hakoyama · Aiko Hayashi · Yukiko Inui · Kei Marumo · Risako Mitsui · Kanami Nakamaki · Mai Nakamura · Kano Omata · Asuka Tasaki · Kurumi Yoshida | 92.4133 |
| Equip lliure     | Rússia · Vlada Chigireva · Svetlana Kolesnichenko · Liliia Nizamova · Alexandra Patskevich · Elena Prokofyeva · Alla Shishkina · Maria Shurochkina · Anzhelika Timanina · Gelena Topilina · Darina Valitova                                          | 98.4667 | R.P. de la Xina · Gu Xiao · Guo Li · Huang Xuechen · Li Xiaolu · Liang Xinping · Sun Wenyan · Tang Mengni · Xiao Yanning · Yin Chengxin · Zeng Zhen                      | 96.1333 | Japó · Aika Hakoyama · Aiko Hayashi · Yukiko Inui · Kei Marumo · Risako Mitsui · Kanami Nakamaki · Mai Nakamura · Kano Omata · Asuka Tasaki · Kurumi Yoshida | 93.9000 |
| Combo            | Rússia · Vlada Chigireva · Mikhaela Kalancha · Svetlana Kolesnichenko · Liliia Nizamova · Alexandra Patskevich · Elena Prokofyeva · Svetlana Romàixina · Alla Shishkina · Maria Shurochkina · Anzhelika Timanina · Gelena Topilina · Darina Valitova | 98.3000 | R.P. de la Xina · Gu Xiao · Guo Li · Huang Xuechen · Li Mo · Li Xiaolu · Liang Xinping · Sun Wenyan · Sun Yijing · Tang Mengni · Xiao Yanning · Yin Chengxin · Zeng Zhen | 96.2000 | Japó · Aika Hakoyama · Aiko Hayashi · Yukiko Inui · Kei Marumo · Risako Mitsui · Kanami Nakamaki · Mai Nakamura · Kano Omata · Asuka Tasaki · Kurumi Yoshida | 93.8000 |

### Medaller
| Pos.  | País            | Or | Plata | Bronze | Total |
| 1     | Rússia          | 8  | 1     | 0      | 9     |
| 2     | Estats Units    | 1  | 1     | 0      | 2     |
| 3     | R.P. de la Xina | 0  | 6     | 1      | 7     |
| 4     | Espanya         | 0  | 1     | 1      | 2     |
| 5     | Japó            | 0  | 0     | 4      | 4     |
| 6     | Itàlia          | 0  | 0     | 2      | 2     |
| 7     | Ucraïna         | 0  | 0     | 1      | 1     |
| Total | Total           | 9  | 9     | 9      | 27    |